# Куприянович, Зинаида Александровна
Зинаи́да Алекса́ндровна Куприяно́вич (бел. Зінаі́да Алякса́ндраўна Купрыяно́віч, род. 17 сентября 2002, Минск, Беларусь) — белорусская певица, выступающая под именем Zina Bless. Представительница Беларуси на конкурсе песни «Евровидение-2019» в Тель-Авиве, Израиль под псевдонимом Zena.

## Биография
Родилась 17 сентября 2002 года в Минске. Родители: отец — Куприянович Александр Игоревич, директор продюсерского центра «Супер Пупер», мать — Куприянович Нелли Николаевна, семейный психолог. В 2008 году 6-летняя Зина вне конкурса была зачислена в ансамбль «Заранак» Национального центра музыкального искусства им. В. Г. Мулявина при ГУ «Белорусский государственный ансамбль „Песняры“» (художественный руководитель Стаценко Светлана Адамовна). В 2010 году покинула ансамбль «Заранак» и поступила в детскую музыкальную школу № 8 им. Г. Ширмы г. Минска на хоровое отделение. В 2011—2012 годах участвовала во многих концертах и конкурсах (педагог по вокалу Попова Е. А.).
С 2013 года артист продюсерского центра «Супер Пупер». В 2013 году прошла в финал конкурса «Детская Новая волна». После успешного выступления российский продюсер Игорь Крутой начал приглашать Куприянович в свои проекты, такие как «Рождественская песенка года», «Новая волна», «Детская Новая волна», «Детская песня года». Уже в декабре 2013 выступила с группой 5sta family с песней «Буду с тобой» на «Рождественской песенке года» в СК «Олимпийский». Зина является участницей хора «Новая волна» под руководством Игоря Крутого.
В 2014 году стала лауреатом I премии на детском конкурсе «Славянский базар» с песнями «Smile» и «Новы дзень». Также 2014 год принёс выступления с группой IOWA с песней «Простая песня», которую Зина исполняла в качестве участника в прошлом году в Артеке на «Детской Новой Волне», и с 5sta Family с песней «Моя мелодия». Победитель республиканского радиоконкурса «Маладыя таленты Беларусi».
Первый клип на песню «Навстречу ветру» вышел в 2014 году.
В 2015 году стала финалистом национального отбора конкурса «Детское Евровидение» с песней «МИР», которую в сентябре 2015 года назвали гимном «Гонки легенд» с Дарьей Домрачевой. Клип на песню «МИР» вышел в сентябре того же года. В этом же году исполнила композицию «Я вернусь» в дуэте с Денисом Клявером.
В 2016 году Алёна Ланская и Анастасия Тиханович пригласили Зину в свой гастрольный тур «О главном». Концерты состоялись 19 февраля в Логойске и 27 февраля в Клецке.
В 2016 году состоялись премьеры четырёх авторских песен: «Космос», «Всё получится», «МИР — remix», «Мы — новое поколение». Сняты клипы на песни «Музыка дня» и «МИР — remix».
В августе 2016 года в рамках «Детской Новой Волны — 2016» выступила в дуэте с Домиником Джокером с песней «Бит Бомбит» и Александром Розенбаумом в составе хора «Новая волна». А также стала лауреатом (3-е место) в финале национального отбора конкурса «Детское Евровидение — 2016» с песней «Космос».
В 2016 году озвучила главную героиню анимационного фильма The Walt Disney Company «Моана», а также выступила в мюзикле-шоу «Волшебный мир Disney», который состоялся в концертном зале «Москва».
В декабре 2016 года стала обладателем Гран-При в номинации «Эстрадный вокал» республиканского радиоконкурса «Маладыя таленты Беларусі».
В январе 2017 года был презентован первый альбом «Космос», позже на платформе iTunes стал доступен сингл «Мир». В июле 2017 года был презентован клип «Мята», а в августе — «Всё получится».
В сентябре 2017 года стала участницей музыкального реалити-шоу «Новая Фабрика звёзд» на телеканале МУЗ ТВ, музыкальный продюсер проекта Виктор Дробыш. Здесь от Виктора Дробыша Зина Куприянович получила сценический псевдоним ЗЕНА. На проекте создала группу «Север.17» вместе со своими коллегами Даниилом Рувинским и Евгением Трофимовым. В финале музыкального реалити-шоу группа «Север.17» заняла третье место с песней «Скинули».
В декабре 2017 года стала обладателем первой музыкальной премии «БелМузТВ» и «Комсомолка» — «Наша ЛИГА-2017» в номинации «Открытие года».
В марте 2018 года выпустила клип на песню «SHINE».
19 сентября 2018 года в Москве состоялась презентация нового трека Куприянович, а также было объявлено о начале сольной карьеры.
2 ноября 2018 года вышел на экраны полнометражный компьютерный анимационный фильм «Ральф против Интернета», в котором Куприянович озвучила Моану.
24-25 ноября 2018 года была ведущей Международного конкурса песни «Детское Евровидение — 2018».
7 марта 2019 года одержала победу в национальном отборе международного конкурса песни «Евровидение-2019» и представила Беларусь в первом полуфинале конкурса в Израиле.
14 мая 2019 года вышла в финал песенного конкурса «Евровидение-2019». После окончательного подсчёта голосов жюри и телезрителей заняла 24-е место.

## Фильмография

### Дубляж и озвучивание
| Год  |     | Название                             | Роль                  |
| ---- | --- | ------------------------------------ | --------------------- |
| 2016 | мф  | Моана                                | Моана                 |
| 2018 | мф  | Ральф против Интернета               | Моана                 |
| 2023 | кор | Маша и Медведь в кино: Скажите «Ой!» | Устроительница свадеб |

## Достижения
- Победитель городского конкурса шоу-программ «Маленькая фея» (2011);
- Лауреат III степени VII Международного музыкального фестиваля-конкурса детей и молодёжи «Цветущая Чехия — 2011» (Прага);
- Лауреат III степени XI Международного конкурса-фестиваля детского и юношеского творчества «Звездный Симеиз» в Ялте (Украина, 2011).
- Диплом I степени, XV открытого регионального фестиваля-конкурса детского вокально-эстрадного творчества «Звёздный дождь» (Лида, 2012);
- Обладатель специального приза «За создание образа» X международного конкурса детской эстрадной песни «Маленькие звёздочки 2013»;
- Лауреат «Детской Новой Волна 2013»;
- Диплом I степени детского конкурса «Славянский базар в Витебске» 2014;
- Победитель республиканского радиоконкурса «Маладыя таленты Беларусi» 2014;
- Лауреат гранд-премии и стипендиат Специального фонда Президента Республики Беларусь по поддержке талантливой молодёжи;
- финалист национального отбора детского конкурса песни «Евровидение 2015»;
- Лауреат III степени национального отбора детского конкурса песни «Евровидение 2016»;
- обладатель Гран-при республиканского радиоконкурса «Маладыя таленты Беларусі» 2016;
- Лауреат III степени телевизионного проекта «Новая Фабрика Звёзд» на МУЗ-ТВ в составе группы «Север 17»;
- обладатель первой национальной музыкальной премии «Наша лига-2017» (БелМузТВ) в номинации «Открытие года»;
- победитель национального отбора «Евровидение 2019»
- топ-25 "Евровидение 2019" (финал, 24 место)